# Libnotes (Metalibnotes) perhyalina
Libnotes (Metalibnotes) perhyalina is een tweevleugelige uit de familie steltmuggen (Limoniidae). De soort komt voor in het Australaziatisch gebied.